# Мікрорегіон Пенеду

Пенеду (порт. Microrregião de Penedo) — один із шести мікрорегіонів Мезорегіону східний Алагоас в Бразильському штаті Алагоас. Мікрорегіон складається з п'яти муніципалітетів, головним із яких є Пенеду . Населення становить 126 552 особи на 2010 рік.

## Склад мікрорегіону
До складу мікрорегіону включені наступні муніципалітети:
1. Феліс-Дезерту
2. Ігрежа-Нова
3. Пенеду
4. Піасабусу
5. Порту-Реал-ду-Колежиу

| Бразилія | Це незавершена стаття з географії Бразилії. Ви можете допомогти проєкту, виправивши або дописавши її. |